# Jefe de bomberos
Un jefe de bomberos o comisionado de bomberos es un alto rango ejecutivo o un oficial al mando en un departamento de bomberos.

## Nomenclatura
Varios títulos oficiales en inglés para un jefe de bomberos incluyen jefe de bomberos , jefe de bomberos y comisionado de bomberos . Este último puede referirse a un jefe de bomberos o un supervisor que trabaja para el gobierno local. " Jefe de bomberos " es el título habitual en el Reino Unido. Tradicionalmente, un jefe de bomberos en Escocia era conocido como "maestro de bomberos", pero esto se cambió en 2006.
La definición del término oficial de bomberos varía según el país, pero generalmente se refiere a todo el personal de extinción de incendios que tiene algunas funciones de mando. Esto es comparable al uso de "oficial" en el ejército , en lugar del término oficial de policía. En los departamentos de bomberos de los Estados Unidos, los bomberos que forman parte de una compañía de motores u otra unidad (tenientes y capitanes) son oficiales de la compañía y los que tienen un rango más alto (por ejemplo , jefes de batallón ) son oficiales en jefe.

## Designación
Un jefe de bomberos suele ser designado por la autoridad que supervisa el funcionamiento del departamento de bomberos, como el alcalde de un departamento de bomberos municipal.
Varía entre países en cuanto a si es o no la norma que los jefes de bomberos sean ex bomberos de primera línea. Este es el caso de Estados Unidos.  También es la norma en el Reino Unido, aunque en los últimos años ha habido excepciones.  Por el contrario, en Francia, los bomberos y los bomberos de primera línea son reclutados por separado de forma similar a los militares.

## Deberes y funciones
El papel de un jefe de bomberos varía considerablemente según el tamaño del departamento. Algunos países tienen un solo servicio de bomberos nacional, como Israel y Nueva Zelanda. Por el contrario, algunos países, como Estados Unidos y Alemania, tienen departamentos de bomberos autónomos incluso en ciudades pequeñas. Otros organizan sus servicios de bomberos en función de subdivisiones como regiones, condados, provincias o estados subnacionales.
Cuanto más grande sea el departamento de bomberos, más filas existirán entre el jefe y los bomberos regulares, como asistentes o jefes adjuntos.  Es probable que el jefe de un pequeño departamento de bomberos voluntarios sea el comandante principal del incidente durante la mayoría de sus llamadas y casi siempre también sea un voluntario. Sin embargo, el jefe de un gran departamento de bomberos desempeña un papel principalmente administrativo y solo se le llamará para los incidentes más importantes.
Administrativo
El jefe de bomberos es responsable de llevar a cabo las tareas diarias del funcionamiento de una organización de extinción de incendios. Tales tareas incluyen supervisar a otros oficiales y bomberos en una escena de emergencia y reclutarlos, capacitarlos y equiparlos para sus respectivas funciones.  Dependiendo de las necesidades y organización locales, el jefe también puede estar involucrado en prevención de incendios, inspección de incendios, preparación para desastres, servicios médicos de emergencia y disciplinas relacionadas, así como también deberes administrativos como presupuestos y asuntos de personal, investigación sobre seguridad y regulaciones y enlace con otras agencias.  El jefe es responsable ante el gobierno local o nacional que supervisa el servicio de bomberos.
Comando de incidentes
Durante un incidente de emergencia, el primer oficial de bomberos en la escena debe "establecer el mando", que luego puede ser transferido a oficiales de mayor rango, como el jefe. El jefe puede delegar algunos poderes estatutarios a oficiales calificados, como la capacidad de ingresar o usar propiedad privada según sea razonablemente necesario para detener un incendio, o para ordenar la incautación de personas o propiedades que puedan ser esenciales para preservar la seguridad o investigar la causa de un incidente.
Un vehículo del jefe de bomberos no es sólo un medio de transporte, pero puede actuar como un puesto de comando de incidentes y un punto de contacto para los reporteros de los medios.